# 格哷博罗特
格哷博罗特（1482年？—？），又作称台吉、成台吉、格根孟克等，孛儿只斤氏，达延汗第八子。
母亲苏密尔哈屯，达延汗统一东蒙古，他被达延汗授予敖汉部、奈曼部的领主，属于左翼察哈尔万户。驻在蓟州边外以北，死后被二子通石台吉、长力台吉继承，但随后敖汉、奈曼两部被纳密克和其子贝玛土谢图夺得。